# سارة تشرشل (دوقة مارلبورو)
سارة تشرشل (بالإنجليزية: Sarah Churchill)‏ ، دوقة مارلبورو (5 يونيو 1660 - 18 أكتوبر 1744) واحدة من أكثر النساء نفوذا في وقتها من خلال صداقتها الوثيقة مع الملكة آن من بريطانيا العظمى .

## روابط خارجية
- سارة تشرشل، دوقة مارلبورو على موقع الموسوعة البريطانية (الإنجليزية)